# استفنسون ۱۸-۲
استفنسون۱۸–۲ (به اختصار St2-18)، همچنین به عنوان استفنسون 2 DFK ۱ یا RSGC2-18 شناخته می‌شود، یک ستاره ابرغول سرخ (RSG) یا فراغول (RHG) در صورت فلکی سپر است و همچنین بزرگترین ستاره کشف شده تاکنون است. این در نزدیکی خوشه باز استفنسون ۲ قرار دارد که در فاصله ۵٫۸ کیلوپارسکی (۱۹۰۰۰ سال نوری) از زمین در بازوی سپر–قنطورس قرار دارد این ستاره یکی از بزرگ‌ترین ستاره‌های شناخته شده، یکی از درخشان‌ترین ابرغول‌های سرخ و یکی از درخشان‌ترین ستاره‌های راه شیری است.
شعاع استفنسون حدود ۲٬۱۵۰ solar radii (۱٫۵۰×۱۰۹ کیلومتر؛ ۱۰٫۰ یکای نجومی)) که معادل حجمی تقریباً ۱۰ میلیارد برابر خورشید است. با در نظر گرفتن این تخمین درست، حدود ۹ ساعت طول می‌کشد تا دور سطح آن با سرعت نور طی کرد، در حالی که برای خورشید ۱۴٫۵ ثانیه طول می‌کشد. اگر در مرکز منظومه شمسی زمین قرار گیرد، فوتوسفر آن مدار زحل را در بر می‌گیرد.

## تاریخچه رصد

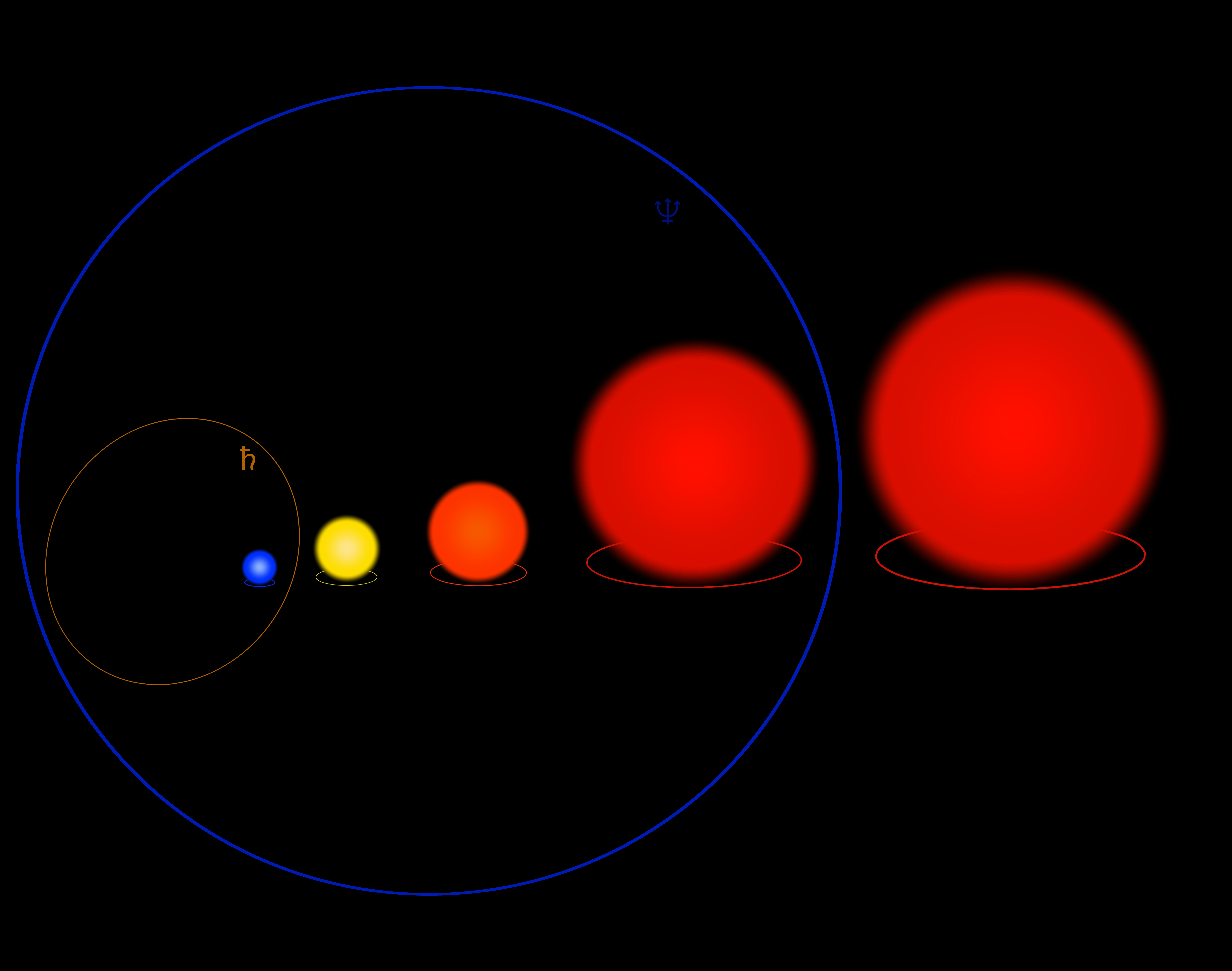
مقایسه اندازه ستاره‌های مختلف انتخاب شده. از چپ به راست Cygnus OB2 #12، V382 Carinae, V915 Scorpii، UY Scuti و Stephenson 2-18 هستند. مدارهای زحل و نپتون نیز برای مقایسه نشان داده شده‌است.

خوشه باز استفنسون ۲ توسط ستاره‌شناس آمریکایی چارلز بروس استفنسون در سال ۱۹۹۰ در داده‌های به دست آمده توسط یک بررسی عمیق فروسرخ کشف شد. این خوشه با نام RSGC2 نیز شناخته می‌شود، یکی از چندین خوشه باز عظیم در اسکاتوم، که هر کدام شامل چندین ابرغول قرمز است.
در اولین تجزیه و تحلیل ویژگی‌های اعضای خوشه، به درخشان‌ترین ستاره در ناحیه خوشه، شناسه یک داده شد. با این حال، به دلیل موقعیت بیرونی، روشنایی غیرعادی بالا، و حرکت خاص کمی غیر معمول، که به عنوان یک ابرغول قرمز نامرتبط طبقه‌بندی می‌شود، عضوی از استفنسون ۲ در نظر گرفته نشد.

## فاصله
زمانی که این خوشه در ابتدا در سال ۱۹۹۰ کشف شد، در ابتدا حدود ۳۰ کیلوپارسک (۹۸٬۰۰۰ سال نوری) فاصله آن برآورد شد که بسیار دورتر از آن چیزی که امروز این خوشه وجود دارد. این فاصله بیشتر با این فرض محاسبه شد که ستارگان خوشه‌ای همگی ابرغول‌های نوع M هستند، سپس فاصله بر اساس قدر مطلق معمولی آنها محاسبه شد.
در سال ۲۰۰۱، ناکایا و همکاران. فاصله ستارگان این خوشه را ۱٫۵ کیلوپارسک (۴۹۰۰ سال نوری) تخمین زده‌است که به‌طور قابل توجهی نزدیکتر از هر تخمین فاصله دیگری است که برای ستاره و خوشه ارائه شده‌است. روش دیگر، یک مطالعه حول یک بازه زمانی مشابه، فاصله بیشتری در حدود ۵٫۹ کیلوپارسک (۱۹۰۰۰سال نوری) را نشان داد.
.

## مشخصات فیزیکی

### مرحله تکاملی

آرایه فشرده تلسکوپ استرالیا برای استخراج درخشندگی بولومتری و تخمین دمای مؤثر استفنسون ۲–۱۸ در سال ۲۰۱۲ استفاده شد.

St2-18 ویژگی‌های یک ابرغول سرخ بسیار درخشان را با نوع طیفی M6 نشان می‌دهد که برای یک ستاره ابرغول غیرمعمول است. این امر آن را به یکی از افراطی‌ترین ستاره‌های کهکشان راه شیری تبدیل می‌کند. گوشه سمت راست بالای نمودار هرتسسپرونگ-راسل را اشغال می‌کند، منطقه‌ای که مشخصه ستاره‌های فوق‌العاده بزرگ و درخشان با دمای پایین است.
استفنسون ۲–۱۸ معمولاً به عنوان یک ابرغول سرخ طبقه‌بندی می‌شود، تا حدی به دلیل مشخصات خط گسترده آن. با این حال، بیش از حد قابل توجه مادون قرمز آن (که حاکی از یک اپیزود از دست دادن جرم شدید است) نویسندگان دیویس (۲۰۰۷) را بر آن داشته‌است تا بیان کنند که این ستاره ممکن است یک ابرغول سرخ مانند VY Canis Majoris باشد. همچنین بیان شده‌است که استفنسون ۲–۱۸ در آستانه بیرون ریختن لایه‌های بیرونی خود و تبدیل شدن به یک متغیر آبی درخشان (LBV) یا ستاره ولف-رایت (ستاره WR) قرار دارد.

### درخشندگی
یک محاسبه برای یافتن درخشندگی بولومتری با برازش توزیع انرژی طیفی (SED) با استفاده از مدل DUSTY، درخشندگی نزدیک به ۴۴۰٬۰۰۰ L☉ را به ستاره می‌دهد. . یک محاسبه جایگزین اما قدیمی‌تر از سال ۲۰۱۰، با فرض عضویت در خوشه استفنسون ۲ در ۵٫۵ اما بر اساس ۱۲ و ۲۵چگالی شار ۲۵، درخشندگی بسیار کمتر و نسبتاً متوسطی به میزان ۹۰٬۰۰۰ L☉ می‌دهد. .

### درجه حرارت و نوع طیفی
دمای مؤثر ۳۲۰۰ در یک مطالعه در سال ۲۰۱۲ توسط ادغام SED با استفاده از مدل DUSTY محاسبه شد، که آن را بسیار خنک‌تر از سردترین ابرغول قرمز پیش‌بینی‌شده توسط نظریه تکامل ستاره‌ای (معمولاً حدود ۳۵۰۰) می‌کند. نگوئروئلا و همکاران (۲۰۱۳) نوع طیفی استفنسون ۲–۱۸ را در اطراف M6 شناسایی کرد که بر اساس طیف و برخی ویژگی‌های طیفی آن حتی برای یک ستاره ابرغول سرخ غیرمعمول است. ویژگی‌های طیف استفنسون ۲–۱۸ شامل خطوط طیفی اکسید تیتانیوم (TiO) است.

### اندازه

استفنسون ۲–۱۸ در مقایسه با خورشید

شعاع ۲٬۱۵۰ solar radii (۱٫۵۰×۱۰۹ کیلومتر؛ ۱۰٫۰ یکای نجومی؛ ۹۳۰٬۰۰۰٬۰۰۰ مایل) از درخشندگی بولومتری نزدیک به ۴۴۰٬۰۰۰ L☉ به دست آمد و دمای مؤثر تخمینی ۳۲۰۰، که به‌طور قابل توجهی بزرگتر از مدل‌های نظری بزرگ‌ترین ابرغول‌های سرخ پیش‌بینی شده توسط نظریه تکاملی ستاره ای است (حدود 1,500 R☉). با فرض صحیح بودن این مقدار، این امر آن را از دیگر ابرغول‌های قرمز معروف، مانند Antares A، Betelgeuse، VY Canis Majoris و UY Scuti بزرگتر می‌کند.
فاصله استفنسون ۲–۱۸ دارای عدم قطعیت نسبی بیشتر از ۵۰٪ و شعاع ۲٬۱۵۰ R☉ بیان شده‌است. احتمالاً می‌تواند یک تخمین بیش از حد باشد زیرا بزرگ‌ترین شعاع ستاره ای که توسط نظریه تکامل ستاره ای پیش‌بینی شده‌است تنها تقریباً ۱٬۵۰۰ R☉ تخمین زده می‌شود. تخمین درخشندگی این ستاره نیز نامشخص است، زیرا برآورد دیگری از درخشندگی ۹۰٬۰۰۰ L☉ است. .
تخمین زده شده‌است که استفنسون ۲–۱۸ دارای نرخ تلفات جرمی تقریباً ۱٫۳۵ است.۱٫۳۵ در سال، که در میان بالاترین ستاره های ابرغول سرخ شناخته شده‌است. این احتمال وجود دارد که استفنسون ۲–۱۸ اخیراً به دلیل مادون قرمز زیاد، دچار یک اپیزود از دست دادن جرم شدید شده باشد.

### عضویت

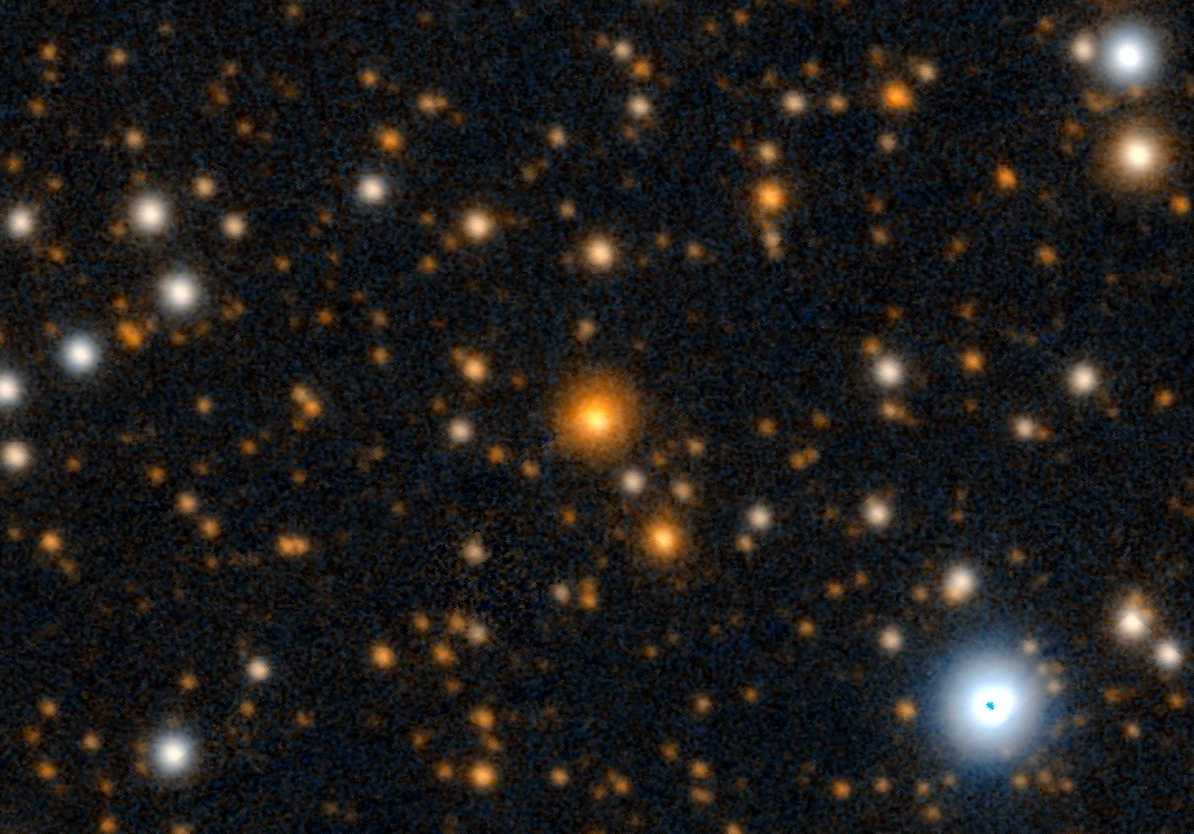
استفنسون ۲–۱۸ توسط Pan-STARRS DR1 دیده شده‌است

مدتی است که بحث شده‌است که آیا این ستاره واقعاً بخشی از خوشه فرضی آن است یا خیر. با توجه به اینکه سرعت شعاعی آن در زیر ستاره‌های دیگر خوشه قرار دارد، اما برخی نشانه‌های مشتق شده از طیف که نشانه‌های عضویت را نشان می‌دهند، برخی منابع بیان می‌کنند که بعید است این ستاره یک غول پیش زمینه باشد. با این حال، مقالات جدیدتر ستاره را به دلیل ویژگی‌های شدید و متناقض آن عضوی بعید می‌دانستند. با استفاده از سرعت‌های شعاعی تعیین‌شده از انتشار میزر SiO و جذب CO IR، مطالعه‌ای بر روی میزرهای ابرغول قرمز در خوشه‌های عظیم، استفنسون ۲–۱۸ را به عنوان یک ابرغول سرخ میدانی در نظر گرفت که به دلیل سرعت شعاعی پایین‌تر آن که به‌طور قابل‌توجهی در مقایسه با سایرین متفاوت است، با استفنسون ۲ ارتباطی ندارد. ستارگان از استفنسون 2. متأسفانه، عضویت استفنسون ۲–۱۸ هنوز قابل رد نیست.
احتمال دیگر این است که استفنسون ۲–۱۸ در واقع یک عضو است، زیرا سرعت شعاعی آن توسط یک پوشش نوری ضخیم در حال گسترش جبران می‌شود. به هر حال، تفاوت سرعت بین سرعت شعاعی این ستاره و خود استفنسون ۲ (۲۰ کیلومتر در ثانیه) یک سرعت معمولی برای ابرغول‌های سرخ است. مطالعه دیگری می‌گوید که استفنسون ۲–۱۸ بخشی از یک خوشه مربوط به استفنسون ۲، استفنسون 2 SW است که فرض می‌شود در همان فاصله با خود خوشه هسته قرار دارد و همچنین حاوی چندین ستاره پرجرم و ابرغول سرخ است.
بر اساس مدل‌های ستاره‌ای کنونی و نظریه‌های تکامل ستاره‌ای، گفته می‌شود که استفنسون ۲–۱۸ در آستانه ریزش لایه‌های بیرونی خود قرار دارد، که در آن به سمت آبی به یک متغیر آبی درخشان یا یک ستاره Wolf-Rayet تبدیل می‌شود.